# صاقورية أرجوانية
صاقورية أرجوانية (الاسم العلمي: Calvatia purpurea) هي نوع من الفطريات يتبع جنس الصاقورية من الفصيلة الغاريقونية.